# Ronde van het Baskenland 2013
De 53e editie van de Ronde van het Baskenland (Vuelta al País Vasco) werd van 1 tot en met 6 april 2013 verreden in de autonome regio Baskenland in Spanje over een totale afstand van 833,1 km tussen Elgoibar en Beasain. De Ronde van het Baskenland 2013 maakte deel uit van de UCI World Tour 2013.
De editie van 2013 werd gewonnen door de Colombiaanse renner Nairo Quintana. Hij veroverde op de laatste dag tijdens de slottijdrit de leiderstrui. Het bergklassement ging deze editie naar de Spanjaard Amets Txurruka, die tevens het sprintklassement won. Het puntenklassement werd ook gewonnen door winnaar Quintana. Het ploegenklassement ging in 2013 naar de Spaanse ploeg Team Movistar.

## Deelnemende ploegen
Naast de negentien teams van de UCI-World Tour heeft de organisatie van de Ronde van het Baskenland ook twee wildcards weggegeven.
| 19 UCI World Tour-ploegen | 19 UCI World Tour-ploegen | 19 UCI World Tour-ploegen | 2 wildcards |
| ------------------------- | ------------------------- | ------------------------- | ----------- |
| AG2R-La Mondiale          | FDJ                       | Omega Pharma-Quick Step   | Caja Rural  |
| Argos-Shimano             | Team Garmin-Sharp         | Orica-GreenEdge           | Cofidis     |
| Astana Pro Team           | Lampre-Merida             | RadioShack-Leopard        |             |
| Blanco Pro Cycling        | Lotto-Belisol             | Saxo-Tinkoff              |             |
| BMC Racing Team           | Katjoesja Team            | Sky ProCycling            |             |
| Cannondale Pro Cycling    | Team Movistar             | Vacansoleil-DCM           |             |
| Euskaltel-Euskadi         |                           |                           |             |

## Startlijst
Euskaltel-Euskadi
- 1.  Samuel Sánchez
- 2.  Igor Antón
- 3.  Gorka Izagirre
- 4.  Jon Izagirre
- 5.  Mikel Landa
- 6.  Egoi Martínez
- 7.  Romain Sicard
- 8.  Rubén Pérez

Sky Procycling
- 11.  Richie Porte
- 12. —
- 13.  Joe Dombrowski
- 14. —
- 15.  Sergio Henao
- 16.  Vasil Kiryjenka
- 17.  Jonathan Tiernan-Locke
- 18.  Xabier Zandio

Belkin Pro Cycling Team
- 21.  Laurens ten Dam
- 22.  Juan Manuel Gárate
- 23.  David Tanner
- 24.  Paul Martens
- 25. —
- 26.  Lars Petter Nordhaug
- 27.  Bram Tankink
- 28.  Tom-Jelte Slagter

Omega Pharma-Quick Step
- 31.  Tony Martin
- 32.  Kevin De Weert
- 33.  Dries Devenyns
- 34.  Carlos Verona
- 35.  Jérôme Pineau
- 36.  Pieter Serry
- 37.  Kristof Vandewalle
- 38.  Peter Velits

Radioshack-Leopard
- 41.  Andy Schleck
- 42.  Laurent Didier
- 43.  Matthew Busche
- 44.  Andreas Klöden
- 45.  Maxime Monfort
- 46.  Ben Hermans
- 47.  Jens Voigt
- 48.  Haimar Zubeldia

Movistar Team
- 51.  Nairo Quintana
- 52.  Jonathan Castroviejo
- 53.  Juan José Cobo
- 54.  Rui Costa
- 55.  José Herrada
- 56.  Beñat Intxausti
- 57.  Ángel Madrazo
- 58.  Javier Moreno

Astana
- 61.  Jakob Fuglsang
- 62.  Aleksandr Djatsjenko
- 63.  Enrico Gasparotto
- 64.  Francesco Gavazzi
- 65.  Tanel Kangert
- 66.  Janez Brajkovič
- 67.  Aleksej Loetsenko
- 68.  Jegor Silin

Katusha
- 71.  Edoeard Vorganov
- 72.  Giampaolo Caruso
- 73.  Aleksandr Kolobnev
- 74.  Sergej Tsjernetski
- 75.  Alberto Losada
- 76.  Simon Špilak
- 77.  Petr Ignatenko
- 78.  Ángel Vicioso

Ag2r-La Mondiale
- 81.  Jean-Christophe Péraud
- 82.  Romain Bardet
- 83.  Carlos Betancur
- 84.  Mikaël Cherel
- 85.  John Gadret
- 86.  Blel Kadri
- 87.  Matteo Montaguti
- 88.  Christophe Riblon

Team Saxo-Tinkoff
- 91.  Alberto Contador
- 92.  Chris Anker Sørensen
- 93.  Jesús Hernández
- 94.  Michael Rogers
- 95.  Nicolas Roche
- 96.  Oliver Zaugg
- 97.  Roman Kreuziger
- 98.  Sérgio Paulinho

Lampre-Merida
- 101.  Damiano Cunego
- 102.  Diego Ulissi
- 103.  Daniele Pietropolli
- 104.  Manuele Mori
- 105.  Matteo Bono
- 106.  José Serpa
- 107.  Simone Stortoni
- 108.  Adriano Malori

BMC Racing Team
- 111.  Philippe Gilbert
- 112.  Stephen Cummings
- 113.  Amaël Moinard
- 114.  Tejay van Garderen
- 115.  Dominik Nerz
- 116.  Martin Kohler
- 117.  Brent Bookwalter
- 118.  Larry Warbasse

Orica-GreenEDGE
- 121.  Michael Albasini
- 122.  Simon Clarke
- 123.  Michael Matthews
- 124.  Daryl Impey
- 125.  Christian Meier
- 126.  Simon Gerrans
- 127.  Wesley Sulzberger
- 128.  Pieter Weening

Lotto-Belisol
- 131.  Jurgen Van den Broeck
- 132.  Bart De Clercq
- 133.  Olivier Kaisen
- 134.  Dirk Bellemakers
- 135.  Jurgen Van De Walle
- 136.  Brian Bulgaç
- 137.  Dennis Vanendert
- 138.  Jelle Vanendert

Cannondale
- 141.  Juraj Sagan
- 142.  Federico Canuti
- 143.  Cayetano Sarmiento
- 144.  Paolo Longo Borghini
- 145.  Maciej Paterski
- 146.  Daniele Ratto
- 147.  Cristiano Salerno
- 148.  Brian Vandborg

FDJ.fr
- 151.  Sandy Casar
- 152.  Kenny Elissonde
- 153.  Alexandre Geniez
- 154.  Laurent Mangel
- 155.  Thibaut Pinot
- 156.  Jérémy Roy
- 157.  Jussi Veikkanen
- 158.  Arthur Vichot

Team Argos-Shimano
- 161.  Warren Barguil
- 162.  Johannes Fröhlinger
- 163.  Simon Geschke
- 164.  Patrick Gretsch
- 165. —
- 166.  Thierry Hupond
- 167.  Thomas Peterson
- 168.  Georg Preidler

Garmin-Sharp
- 171.  Thomas Danielson
- 172.  Koldo Fernández
- 173.  Ryder Hesjedal
- 174.  Alex Howes
- 175.  Peter Stetina
- 176.  Andrew Talansky
- 177.  Michel Kreder
- 178.  Fabian Wegmann

Vacansoleil-DCM
- 181.  Sergej Lagoetin
- 182.  Thomas De Gendt
- 183.  Wout Poels
- 184.  Rob Ruijgh
- 185.  José Rujano
- 186.  Rafael Valls
- 187.  Pim Ligthart
- 188.  Nikita Novikov

Cofidis
- 191.  Yoann Bagot
- 192.  Egoitz Garcia
- 193.  Jérôme Coppel
- 194.  Christophe Le Mével
- 195.  Luis Ángel Maté
- 196.  Daniel Navarro
- 197.  Rein Taaramäe
- 198.  Tristan Valentin

Caja Rural
- 201.  Danail Petrov
- 202.  Amets Txurruka
- 203.  Ivan Velasco
- 204.  Marcos García
- 205.  Antonio Piedra
- 206.  André Cardoso
- 207.  Fabricio Ferrari
- 208.  Omar Fraile

## Etappe-overzicht
| Etappe | Datum   | Start - Aankomst                       | Afstand | Type                | Winnaar        | Ploeg                  | Klassementsleider |
| ------ | ------- | -------------------------------------- | ------- | ------------------- | -------------- | ---------------------- | ----------------- |
| 1      | 1 april | Elgoibar - Elgoibar                    | 157 km  | Heuvelrit           | Simon Gerrans  | Orica-GreenEdge        | Simon Gerrans     |
| 2      | 2 april | Elgoibar - Vitoria-Gasteiz             | 170 km  | Vlakke rit          | Daryl Impey    | Orica-GreenEdge        | Francesco Gavazzi |
| 3      | 3 april | Vitoria-Gasteiz - Trapagaran-La Lejana | 165 km  | Bergrit             | Sergio Henao   | Team Sky               | Sergio Henao      |
| 4      | 4 april | Trapagaran - Eibar (Arrate)            | 152 km  | Bergrit             | Nairo Quintana | Movistar Team          | Sergio Henao      |
| 5      | 5 april | Eibar - Beasain                        | 166 km  | Heuvelrit           | Richie Porte   | Team Sky               | Sergio Henao      |
| 6      | 6 april | Beasain ITT                            | 24 km   | Individuele tijdrit | Tony Martin    | Omega Pharma-Quickstep | Nairo Quintana    |

## Uitslagen

### 1e etappe
| Elgoibar - Elgoibar 157 km |                   |                        |          |
| Plaats                     | Naam              | Ploeg                  | Tijd     |
| Winnaar                    | Simon Gerrans     | Orica-GreenEdge        | 4u06'33" |
| 2                          | Peter Velits      | Omega Pharma-Quickstep | z.t.     |
| 3                          | Ángel Vicioso     | Team Katjoesja         | z.t.     |
| 4                          | Francesco Gavazzi | Astana Pro Team        | z.t.     |
| 5                          | Jakob Fuglsang    | Astana Pro Team        | z.t.     |
| 6                          | Sergio Henao      | Team Sky               | z.t.     |
| 7                          | Alberto Contador  | Team Saxo-Tinkoff      | z.t.     |
| 8                          | Richie Porte      | Team Sky               | z.t.     |
| 9                          | Nairo Quintana    | Team Movistar          | z.t.     |
| 10                         | Pieter Weening    | Orica-GreenEdge        | z.t.     |

| Tussenstand Algemeen klassement |                   |                        |          |
| Plaats                          | Naam              | Ploeg                  | Tijd     |
| Gele trui                       | Simon Gerrans     | Orica-GreenEdge        | 4u06'33" |
| 2                               | Peter Velits      | Omega Pharma-Quickstep | z.t.     |
| 3                               | Ángel Vicioso     | Team Katjoesja         | z.t.     |
| 4                               | Francesco Gavazzi | Astana Pro Team        | z.t.     |
| 5                               | Jakob Fuglsang    | Astana Pro Team        | z.t.     |
| 6                               | Sergio Henao      | Team Sky               | z.t.     |
| 7                               | Alberto Contador  | Team Saxo-Tinkoff      | z.t.     |
| 8                               | Richie Porte      | Team Sky               | z.t.     |
| 9                               | Nairo Quintana    | Team Movistar          | z.t.     |
| 10                              | Pieter Weening    | Orica-GreenEdge        | z.t.     |

### 2e etappe
| Elgoibar - Vitoria-Gasteiz 170,2 km |                     |                        |          |
| Plaats                              | Naam                | Ploeg                  | Tijd     |
| Winnaar                             | Daryl Impey         | Orica-GreenEdge        | 4u23'31" |
| 2                                   | Francesco Gavazzi   | Astana Pro Team        | z.t.     |
| 3                                   | Ángel Vicioso       | Team Katjoesja         | z.t.     |
| 4                                   | Daniele Ratto       | Cannondale             | z.t.     |
| 5                                   | Dennis Vanendert    | Lotto-Belisol          | z.t.     |
| 6                                   | Michel Kreder       | Team Garmin-Sharp      | z.t.     |
| 7                                   | Daniele Pietropolli | Lampre-Merida          | z.t.     |
| 8                                   | Egoitz Garcia       | Cofidis                | z.t.     |
| 9                                   | Maciej Paterski     | Cannondale             | z.t.     |
| 10                                  | Peter Velits        | Omega Pharma-Quickstep | z.t.     |

| Tussenstand Algemeen klassement |                    |                        |          |
| Plaats                          | Naam               | Ploeg                  | Tijd     |
| Gele trui                       | Francesco Gavazzi  | Astana Pro Team        | 8u30'04" |
| 2                               | Ángel Vicioso      | Team Katjoesja         | z.t.     |
| 3                               | Peter Velits       | Omega Pharma-Quickstep | z.t.     |
| 4                               | Jakob Fuglsang     | Astana Pro Team        | z.t.     |
| 5                               | Nairo Quintana     | Team Movistar          | z.t.     |
| 6                               | Sergio Henao       | Team Sky               | z.t.     |
| 7                               | Simon Gerrans      | Orica-GreenEdge        | z.t.     |
| 8                               | Richie Porte       | Team Sky               | z.t.     |
| 9                               | Rui Costa          | Movistar Team          | z.t.     |
| 10                              | Tejay van Garderen | BMC Racing Team        | z.t.     |

### 3e etappe
| Vitoria-Gasteiz - Traparagan-La Lejana 164,7 km |                  |                   |          |
| Plaats                                          | Naam             | Ploeg             | Tijd     |
| Winnaar                                         | Sergio Henao     | Team Sky          | 3u54'22" |
| 2                                               | Carlos Betancur  | AG2R-La Mondiale  | z.t.     |
| 3                                               | Giampaolo Caruso | Team Katjoesja    | +5"      |
| 4                                               | Nairo Quintana   | Team Movistar     | +8"      |
| 5                                               | Diego Ulissi     | Lampre-Merida     | +10"     |
| 6                                               | Richie Porte     | Team Sky          | z.t.     |
| 7                                               | Alberto Contador | Team Saxo-Tinkoff | z.t.     |
| 8                                               | Simon Špilak     | Team Katjoesja    | z.t.     |
| 9                                               | Igor Antón       | Euskaltel-Euskadi | +16"     |
| 10                                              | Samuel Sánchez   | Euskaltel-Euskadi | +21"     |

| Tussenstand Algemeen klassement |                  |                   |           |
| Plaats                          | Naam             | Ploeg             | Tijd      |
| Gele trui                       | Sergio Henao     | Team Sky          | 12u24'26" |
| 2                               | Nairo Quintana   | Team Movistar     | +8"       |
| 3                               | Richie Porte     | Team Sky          | +10"      |
| 4                               | Alberto Contador | Team Saxo-Tinkoff | z.t.      |
| 5                               | Giampaolo Caruso | Team Katjoesja    | z.t.      |
| 6                               | Simon Špilak     | Team Katjoesja    | z.t.      |
| 7                               | Jakob Fuglsang   | Astana Pro Team   | +21"      |
| 8                               | Pieter Weening   | Orica-GreenEdge   | z.t.      |
| 9                               | José Herrada     | Movistar Team     | z.t.      |
| 10                              | Carlos Betancur  | AG2R-La Mondiale  | z.t.      |

### 4e etappe
| Traparagan - Eibar(Arrate) 151,6 km |                        |                   |          |
| Plaats                              | Naam                   | Ploeg             | Tijd     |
| Winnaar                             | Nairo Quintana         | Team Movistar     | 3u58'52" |
| 2                                   | Sergio Henao           | Team Sky          | +2"      |
| 3                                   | Alberto Contador       | Team Saxo-Tinkoff | z.t.     |
| 4                                   | Carlos Betancur        | AG2R-La Mondiale  | z.t.     |
| 5                                   | Simon Špilak           | Team Katjoesja    | z.t.     |
| 6                                   | Richie Porte           | Team Sky          | z.t.     |
| 7                                   | Jean-Christophe Péraud | AG2R-La Mondiale  | z.t.     |
| 8                                   | Pieter Weening         | Orica-GreenEdge   | +16"     |
| 9                                   | Samuel Sánchez         | Euskaltel-Euskadi | +23"     |
| 10                                  | Alberto Losada         | Team Katjoesja    | +24"     |

| Tussenstand Algemeen klassement |                        |                   |           |
| Plaats                          | Naam                   | Ploeg             | Tijd      |
| Gele trui                       | Sergio Henao           | Team Sky          | 16u23'20" |
| 2                               | Nairo Quintana         | Team Movistar     | +6"       |
| 3                               | Richie Porte           | Team Sky          | +10"      |
| 4                               | Alberto Contador       | Team Saxo-Tinkoff | z.t.      |
| 5                               | Simon Špilak           | Team Katjoesja    | z.t.      |
| 6                               | Carlos Betancur        | AG2R-La Mondiale  | +21"      |
| 7                               | Jean-Christophe Péraud | AG2R-La Mondiale  | +26"      |
| 8                               | Pieter Weening         | Orica-GreenEdge   | +35"      |
| 9                               | Giampaolo Caruso       | Team Katjoesja    | z.t.      |
| 10                              | Samuel Sánchez         | Euskaltel-Euskadi | +47"      |

### 5e etappe
| Eibar - Beasain 166,1 km |                  |                   |          |
| Plaats                   | Naam             | Ploeg             | Tijd     |
| Winnaar                  | Richie Porte     | Team Sky          | 4u40'43" |
| 2                        | Samuel Sánchez   | Euskaltel-Euskadi | +4"      |
| 3                        | Sergio Henao     | Team Sky          | z.t.     |
| 4                        | Nairo Quintana   | Team Movistar     | z.t.     |
| 5                        | Pieter Weening   | Orica-GreenEdge   | z.t.     |
| 6                        | John Gadret      | AG2R-La Mondiale  | z.t.     |
| 7                        | Alberto Contador | Team Saxo-Tinkoff | z.t.     |
| 8                        | Simon Špilak     | Team Katjoesja    | z.t.     |
| 9                        | Diego Ulissi     | Lampre-Merida     | +20"     |
| 10                       | Giampaolo Caruso | Team Katjoesja    | z.t.     |

| Tussenstand Algemeen klassement |                  |                   |           |
| Plaats                          | Naam             | Ploeg             | Tijd      |
| Gele trui                       | Sergio Henao     | Team Sky          | 21u04'07" |
| 2                               | Nairo Quintana   | Team Movistar     | +6"       |
| 3                               | Richie Porte     | Team Sky          | +6"       |
| 4                               | Alberto Contador | Team Saxo-Tinkoff | +10"      |
| 5                               | Simon Špilak     | Team Katjoesja    | z.t.      |
| 6                               | Pieter Weening   | Orica-GreenEdge   | +35"      |
| 7                               | Carlos Betancur  | AG2R-La Mondiale  | +37"      |
| 8                               | Samuel Sánchez   | Euskaltel-Euskadi | +47"      |
| 9                               | Giampaolo Caruso | Team Katjoesja    | +51"      |
| 10                              | Diego Ulissi     | Lampre-Merida     | +1'03"    |

### 6e etappe
| Beasain 24 km (individuele tijdrit) |                        |                        |        |
| Plaats                              | Naam                   | Ploeg                  | Tijd   |
| Winnaar                             | Tony Martin            | Omega Pharma-Quickstep | 35'05" |
| 2                                   | Nairo Quintana         | Movistar Team          | +17"   |
| 3                                   | Beñat Intxausti        | Team Movistar          | +32"   |
| 4                                   | Richie Porte           | Team Sky               | +40"   |
| 5                                   | Simon Špilak           | Team Katjoesja         | +48"   |
| 6                                   | Jean-Christophe Péraud | AG2R-La Mondiale       | +51"   |
| 7                                   | Sergio Henao           | Team Sky               | +57"   |
| 8                                   | Carlos Betancur        | AG2R-La Mondiale       | +1'05" |
| 9                                   | Pieter Weening         | Orica-GreenEdge        | +1'06" |
| 10                                  | Alberto Contador       | Team Saxo-Tinkoff      | +1'07" |

## Eindklassementen
| Plaats    | Naam                   | Ploeg                  | Tijd      |
| --------- | ---------------------- | ---------------------- | --------- |
| Gele trui | Nairo Quintana         | Team Movistar          | 21u39'35" |
| 2         | Richie Porte           | Team Sky               | +23"      |
| 3         | Sergio Henao           | Team Sky               | +34"      |
| 4         | Simon Špilak           | Team Katjoesja         | +35"      |
| 5         | Alberto Contador       | Team Saxo-Tinkoff      | +54"      |
| 6         | Pieter Weening         | Orica-GreenEdge        | +1'18"    |
| 7         | Carlos Betancur        | AG2R-La Mondiale       | +1'19"    |
| 8         | Beñat Intxausti        | Team Movistar          | +1'57"    |
| 9         | Wout Poels             | Vacansoleil-DCM        | +2'47"    |
| 10        | John Gadret            | AG2R-La Mondiale       | +2'56"    |
| 11        | Tom Danielson          | Team Garmin-Sharp      | +3'09"    |
| 12        | Giampaolo Caruso       | Team Katjoesja         | +3'10"    |
| 13        | Rui Costa              | Team Movistar          | +3'25"    |
| 14        | Diego Ulissi           | Lampre-Merida          | +3'36"    |
| 15        | Samuel Sánchez         | Euskaltel-Euskadi      | z.t.      |
| 16        | Damiano Cunego         | Lampre-Merida          | z.t.      |
| 17        | Jean-Christophe Péraud | AG2R-La Mondiale       | +3'52"    |
| 18        | Roman Kreuziger        | Team Saxo-Tinkoff      | +3'59"    |
| 19        | Alberto Losada         | Team Katjoesja         | +4'19"    |
| 20        | Peter Velits           | Omega Pharma-Quickstep | +4'50"    |

| Plaats     | Naam           | Ploeg         | Punten |
| ---------- | -------------- | ------------- | ------ |
| Witte trui | Nairo Quintana | Team Movistar | 83     |
| 2          | Sergio Henao   | Team Sky      | 80     |
| 3          | Richie Porte   | Team Sky      | 67     |

| Plaats      | Naam           | Ploeg              | Punten |
| ----------- | -------------- | ------------------ | ------ |
| Blauwe trui | Amets Txurruka | Caja Rural         | 64     |
| 2           | José Herrada   | Team Movistar      | 32     |
| 3           | Laurent Didier | RadioShack-Leopard | 27     |

| Plaats      | Naam             | Ploeg              | Punten |
| ----------- | ---------------- | ------------------ | ------ |
| Groene trui | Amets Txurruka   | Caja Rural         | 23     |
| 2           | Laurent Didier   | RadioShack-Leopard | 9      |
| 3           | Matteo Montaguti | AG2R-La Mondiale   | 8      |

| Plaats | Ploeg            | Tijd      |
| ------ | ---------------- | --------- |
| 1      | Team Movistar    | 63u15'52" |
| 2      | AG2R-La Mondiale | +10"      |
| 3      | Team Katjoesja   | +27"      |

Mannen:
1924 · 1925 · 1926 · 1927 · 1928 · 1929 · 1930 · 1931–1934 · 1935 · 1936–1968 · 1969 · 1970 · 1971 · 1972 · 1973 · 1974 · 1975 · 1976 · 1977 · 1978 · 1979 · 1980 · 1981 · 1982 · 1983 · 1984 · 1985 · 1986 · 1987 · 1988 · 1989 · 1990 · 1991 · 1992 · 1993 · 1994 · 1995 · 1996 · 1997 · 1998 · 1999 · 2000 · 2001 · 2002 · 2003 · 2004 · 2005 · 2006 · 2007 · 2008 · 2009 · 2010 · 2011 · 2012 · 2013 · 2014 · 2015 · 2016 · 2017 · 2018 · 2019 · 2020 · 2021 · 2022 · 2023 · 2024 · 2025
Vrouwen: 
2022 · 2023 · 2024 · 2025
 Tour Down Under · 
 Parijs-Nice · 
 Tirreno-Adriatico · 
 Milaan-San Remo · 
 Ronde van Catalonië · 
 E3 Harelbeke · 
 Gent-Wevelgem · 
 Ronde van Vlaanderen · 
 Ronde van het Baskenland · 
 Parijs-Roubaix · 
 Amstel Gold Race · 
 Waalse Pijl · 
 Luik-Bastenaken-Luik · 
 Ronde van Romandië · 
 Ronde van Italië · 
 Critérium du Dauphiné · 
 Ronde van Zwitserland · 
 Ronde van Frankrijk · 
 Clásica San Sebastián · 
 Ronde van Polen · 
  Eneco Tour · 
 Ronde van Spanje · 
 Vattenfall Cyclassics · 
 GP Ouest France-Plouay · 
 Grote Prijs van Quebec · 
 Grote Prijs van Montreal · 
 UCI Ploegentijdrit · 
 Ronde van Lombardije · 
 Ronde van Peking